# Condado de Wells (Dakota do Norte)
O Condado de Wells é um dos 53 condados do Estado americano da Dakota do Norte. A sede do condado é Fessenden, e sua maior cidade é Fessenden. O condado possui uma área de 3 343 km² (dos quais 50 km² estão cobertos por água), uma população de 5 102 habitantes, e uma densidade populacional de 1,5 hab/km² (segundo o censo nacional de 2000).